# Пикселен маркер
Пикселният маркер е HTTP технология – обект, вграден в уебсайт или в основния текст на имейл и обикновено невидим за потребителя, но позволяващ проследяване на дейността му - дали отваря имейла или разглежда сайта и често се използва в комбинация с бисквитки.